# Erzengel-Michael-Kathedrale (Nischni Nowgorod)

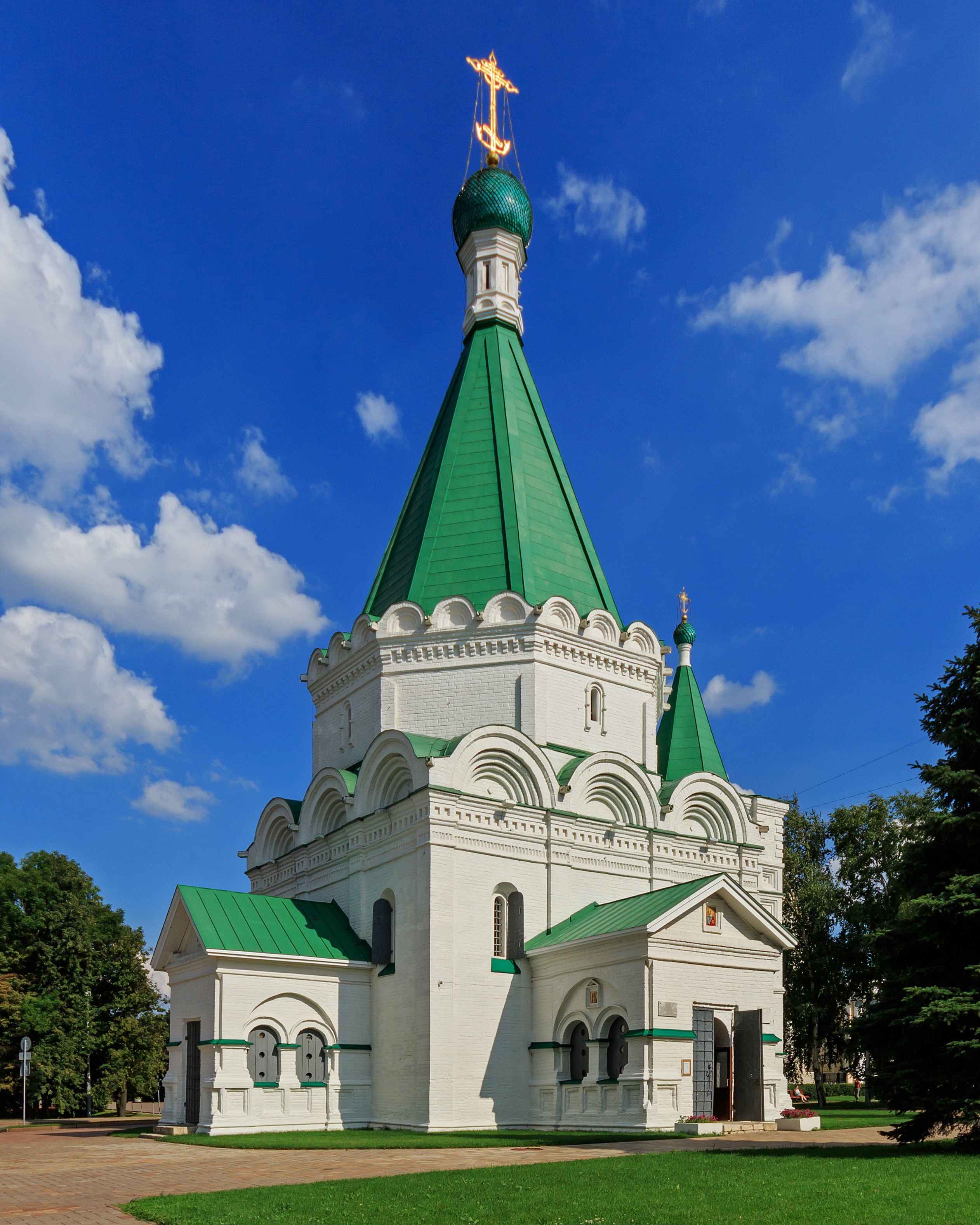
Die Erzengel-Michael Kathedrale im Nischni Nowgoroder Kreml

Die Erzengel-Michael Kathedrale (russisch Михайло-Архангельский собор) ist die älteste russisch-orthodoxe Kathedrale in Nischni Nowgorod in Russland. Erbaut wurde sie von 1221 bis 1227 im Zentrum der Stadt im Nischni Nowgoroder Kreml.

## Geschichte
Mit dem Bau der Kathedrale wurde 1221 begonnen und im Jahr 1227 wurde das aus weißem Stein bestehende Bauwerk fertiggestellt. 1359 folgte ein Umbau des Gebäudes. 
Am 23. April 1628 begann unter der Leitung von Lawrentija Semjonow und dessen Stiefsohn Antipa der Bau des existierenden Gebäudes. Dieser konnte bereits 1631 beendet werden. 1704 wurde sie während eines Brandes beschädigt, so konnten Gottesdienste erst wieder ab dem 18. März 1732 gefeiert werden.
Am 16. März 2009 wurden der Kathedrale neun Glocken von der Stadtverwaltung gestiftet. Die größte Glocke – sie hat ein Gewicht von 530 Kilogramm – wurde am 26. März 2009 im Glockenturm angebracht.